# Agylla marginata
Agylla marginata är en fjärilsart som beskrevs av Druce 1885. Agylla marginata ingår i släktet Agylla och familjen björnspinnare. Inga underarter finns listade i Catalogue of Life.